# Cincinnati Bengals 1984
La stagione 1984 dei Cincinnati Bengals è stata la 15ª della franchigia nella National Football League, la 17ª complessiva. La squadra perse tutte le prime cinque gare, prima di vincerne otto delle ultime undici, chiudendo con un bilancio di 8-8.
Nell'ultimo turno della stagione, Cincinnati necessitava di una vittoria e doveva sperare in una sconfitta degli Steelers contro i Raiders, per assicurarsi un improbabile titolo di division. I Bengals fecero la loro parte, battendo nettamente i Bills ma Pittsburgh riuscì a vincere contro Oakland, eliminando la squadra dalla corsa ai playoff. La squadra concluse con 339 punti segnati e altrettanti subiti.

## Roster
| Roster dei Cincinnati Bengals nel 1984 |
| --- |
| Quarterback - 14 Ken Anderson - 11 Bryan Clark - 7 Boomer Esiason - 15 Turk Schonert Running Back - 40 Charles Alexander - 21 James Brooks - 36 Stanford Jennings Wide Receiver - 80 Cris Collinsworth - 85 Isaac Curtis - 86 Steve Kreider - 46 Clay Pickering - 81 David Verser Tight End - 82 Rodney Holman - 89 Don Kern Offensive Linemen - 75 Brian Blados T - 65 Max Montoya G - 78 Anthony Muñoz T - 64 Bruce Reimers G - 50 Dave Rimington C - 62 Gary Smith G - 77 Mike Wilson T Defensive Linemen - 79 Ross Browner DE - 73 Eddie Edwards DE - 67 Pete Koch DE - 69 Tim Krumrie NT Linebacker - 50 Glenn Cameron - 58 Brian Pillman - 59 Jeff Schuh - 56 Ron Simpkins - 57 Reggie Williams OLB Defensive Back - 34 Louis Breeden - 27 Barney Bussey - 44 Ray Griffin - 20 Ray Horton - 26 Bobby Kemp Special Team - 3 Jim Breech K - 87 Pat McInally P |
| Legenda - I rookie sono in corsivo. - Il primo ruolo è il principale mentre gli eventuali successivi indicano i ruoli secondari. - (IR) sta per Injured Reserve ed indica la lista ristretta per un solo giocatore infortunato che può tornare ad allenarsi dopo la settimana 6 e a rientrare in prima squadra dopo che questa ha giocato 8 partite. - (NF-Inj.) / (NF-Ill.) stanno rispettivamente per Non-Football Injured e Non-Football Illness ed indicano le liste dove viene inserito un giocatore che ha un infortunio o una malattia non dipendente dal football americano. - (PUP) sta per Physically Unable to Perform ed indica la lista dove viene inserito un giocatore mentre è in attesa di recuperare la condizione fisica. Nella stagione regolare dopo la sesta partita giocata dalla propria squadra, il giocatore ha tempo tre settimane per riprendere ad allenarsi, più tre settimane aggiuntive dal suo rientro agli allenamenti per rientrare in prima squadra. |

## Calendario
| Stagione regolare |              |                         |           |        |                             |          |       |
| Turno             | Data         | Avversario              | Risultato | Record | Stadio                      | Pubblico |       |
| 1                 | 2 settembre  | at Denver Broncos       | S 17–20   | 0–1    | Mile High Stadium           | 74,178   | Recap |
| 2                 | 9 settembre  | Kansas City Chiefs      | S 22–27   | 0–2    | Riverfront Stadium          | 47,111   | Recap |
| 3                 | 16 settembre | at New York Jets        | S 23–43   | 0–3    | Giants Stadium              | 64,193   | Recap |
| 4                 | 23 settembre | Los Angeles Rams        | S 14–24   | 0–4    | Riverfront Stadium          | 45,406   | Recap |
| 5                 | 1 ottobre    | at Pittsburgh Steelers  | S 17–38   | 0–5    | Three Rivers Stadium        | 57,098   | Recap |
| 6                 | 7 ottobre    | Houston Oilers          | V 13–3    | 1–5    | Riverfront Stadium          | 43,637   | Recap |
| 7                 | 14 ottobre   | at New England Patriots | S 14–20   | 1–6    | Sullivan Stadium            | 48,154   | Recap |
| 8                 | 21 ottobre   | Cleveland Browns        | V 12–9    | 2–6    | Riverfront Stadium          | 50,667   | Recap |
| 9                 | 28 ottobre   | at Houston Oilers       | V 31–13   | 3–6    | Houston Astrodome           | 34,010   | Recap |
| 10                | 4 novembre   | at San Francisco 49ers  | S 17–23   | 3–7    | Candlestick Park            | 58,324   | Recap |
| 11                | 11 novembre  | Pittsburgh Steelers     | V 22–20   | 4–7    | Riverfront Stadium          | 52,497   | Recap |
| 12                | 18 novembre  | Seattle Seahawks        | S 6–26    | 4–8    | Riverfront Stadium          | 50,280   | Recap |
| 13                | 25 novembre  | Atlanta Falcons         | V 35–14   | 5–8    | Riverfront Stadium          | 44,678   | Recap |
| 14                | 2 dicembre   | at Cleveland Browns     | V 20–17   | 6–8    | Cleveland Municipal Stadium | 51,774   | Recap |
| 15                | 9 dicembre   | at New Orleans Saints   | V 24–21   | 7–8    | Louisiana Superdome         | 40,855   | Recap |
| 16                | 16 dicembre  | Buffalo Bills           | V 52–21   | 8–8    | Riverfront Stadium          | 55,771   | Recap |

Note
- Gli avversari della propria division sono in grassetto.

## Classifiche
| AFC Central Division   |   |    |   |      |     |      |     |     |     |
|                        | V | S  | P | %    | DIV | CONF | PF  | PS  | STR |
| Pittsburgh Steelers(3) | 9 | 7  | 0 | .563 | 3–3 | 6–6  | 387 | 310 | V2  |
| Cincinnati Bengals     | 8 | 8  | 0 | .500 | 5–1 | 6–6  | 339 | 339 | V4  |
| Cleveland Browns       | 5 | 11 | 0 | .313 | 3–3 | 4–8  | 250 | 297 | V1  |
| Houston Oilers         | 3 | 13 | 0 | .188 | 1–5 | 3–9  | 240 | 437 | S2  |